# Brunn (Tittmoning)
Brunn ist ein Gemeindeteil der Stadt Tittmoning im oberbayerischen Landkreis Traunstein. Der Weiler liegt circa vier Kilometer nordwestlich von Tittmoning.

## Baudenkmäler
Siehe auch: Liste der Baudenkmäler in Brunn
- Wegkapelle